# Битва за Сигнал-Гілл
Битва за Сигнал-Гілл відбулася 15 вересня 1762 року і була останньою битвою Семирічної війни на Північноамериканському театрі воєнних дій. Британські війська під командуванням підполковника Вільяма Амгерста відбили Сент-Джонс, захоплений раптовою атакою французів напочатку того ж року.

## Передумови
До 1762 року Франція та Британія воювали протягом семи років, і тепер обидві шукали можливість мирної угоди. Тривала блокада Великою Британією французького узбережжя спонукала до занепаду французьку економіку і не дала французькому флоту прийти на допомогу французьким колоніям по всьому світу – що призвело до захоплення великої їх кількості конкурентами. Для відновлення французького флоту в роки миру вважалося, що їм потрібен буде доступ до рибного промислу Ньюфаундленду, і тому була запланована експедиція, щоб захопити острів в очікуванні майбутніх мирних переговорів. Це сталося в травні 1762 року, коли невелике військо під командуванням шевальє де Терне вислизнуло з Бреста, подолавши блокаду, і вирушило в Атлантику.

### Французька окупація
27 червня 1762 року французькі війська під командуванням графа Оссонвіля змусили британців капітулювати у Сент-Джонсі. Протягом наступних тижнів д'Оссонвіль за наказом шевальє де Терне зміг зміцнити позиції Франції в Ньюфаундленді. Його система оборони складалася з кількох передових постів, оснащених артилерією, навколо Сигнал-Гілл, стратегічного пункту, що домінував над околицями. 
13 вересня 1762 року британці висадилися в Торбеї, за кілька миль на північ. Терней і Гауссонвіль не змогли йому протистояти, тому, щоб перешкодити просуванню британців, вони відправили загін для охорони голої вершини Сигнал-Гілл

### Регіональне значення
Сент-Джонс, будучи найбільш східним містом Америки (за винятком міст Ґренландії), був важливим місцем для розвантажування кораблів з Європи та підготовки їх до подальших внутрішніх подорожей. Після того, як французи відібрали цю цінну землю у британців, останні відповіли такою ж тактикою, зрештою отримавши перемогу. Крім переваг на узбережжі, Сент-Джонс високо цінувався за велику кількість природних ресурсів. Сент-Джонс має величезну рибну промисловість; до 1540 року іспанські та португальські кораблі йшли сюди виключно для вилову риби. Земля також багата ялиновими та ялицевими лісами, які зазвичай використовувалися для ремонту кораблів і часто як джерело їжі та ліків. 
З іншого боку, Signal Hill використовувався як центр оборони Сент-Джонса протягом 18 століття. Розміщений на узбережжі Атлантичного океану - на північний схід від півострова Авалон (південний схід Ньюфаундленду) - Сигнальний пагорб розташований біля входу до гавані Сент-Джонса. Оскільки війська могли дістатись сюди лише морем, зі спостережного пункту на Сигнальному пагорбі можна було помітити кораблі з десантом з великої віддалі. Крім того, вони мали оминути Сигнал-Гілл, щоб дістатись до поселення Сент-Джонс із моря, що ускладнювало для іноземних військових кораблів обстріл поселення.

## Битва
26 серпня британсько-американські військові кораблі, відправлені Амгерстом під командуванням кап. Кемпбелла досягли тепер британської гавані Галіфакса, сподіваючись відбити Сент-Джонс (Ньюфаундленд). Повернувшись у море 1 вересня (через три дні після очікуваної дати, через протилежні вітри), ці війська прибули до Луїсбурга 5 вересня. Після виходу в море 7-го, флот Кемпбелла щасливо приєднався до флоту лорда Колвілла 11-го, неподалік від південного узбережжя Сент-Джонса. Близько 12-го війська висадилися в Торбеї, за кілька миль на північ від Сент-Джонса, і взяли трьох полонених. Французькі командири граф Д'Оссонвіль і Белькомб не змогли запобігти висадці британців у Торбеї, тому вони направили батальйон для охорони Сигнал-Гілла як важливої оборонної висоти з природним захистом. На світанку 15 вересня 1762 року британські війська піднялися на пагорб, який утримували французи. Несподіванка була повна, і сутичка була короткою, але фатальною. Командир французького загону Гійом де Белькомб був важко поранений. На британській стороні куля розтрощила ноги одному з офіцерів Амгерста, МакДонеллу. Британці атакували близько 295 французьких піхотинців, в результаті чого решта французів (близько 600) відступили до Форт-Вільяма

## Наслідки
Наприкінці битви Сигнал-Гілл опинився в руках англійців. Зміцнені цією вигідною ситуацією, британці доставили на свої позиції з Торбея численну артилерію і почали будувати батареї для бомбардування форту. Через три дні вони домоглися капітуляції французького гарнізону Сент-Джонса, який складався з трохи більше 1500 французьких регулярних військових